# Isogomphodon oxyrhynchus
Isogomphodon oxyrhynchus är en hajart som först beskrevs av Müller och Henle 1839.  Isogomphodon oxyrhynchus ingår i släktet Isogomphodon och familjen revhajar. IUCN kategoriserar arten globalt som akut hotad. Inga underarter finns listade i Catalogue of Life.